# Óscar Boniek García
Óscar Boniek García (Tegucigalpa, 4 de Setembro de 1984) é um futebolista profissional hondurenho, milita no Houston Dynamo.

## Carreira
Boniek Garcia representou a Seleção Hondurenha de Futebol na Copa do Mundo de 2010.